# NPOエネゴマシュ

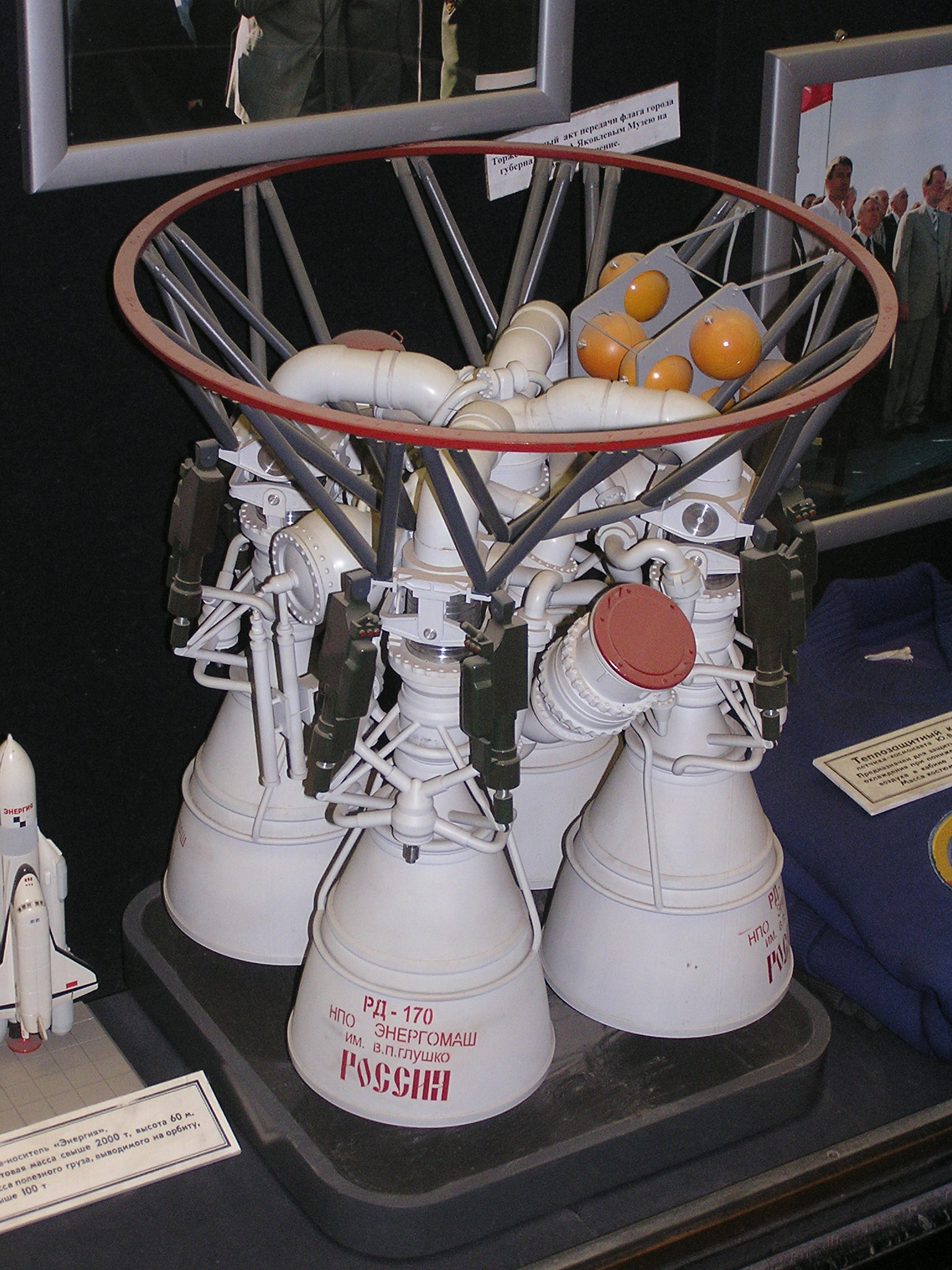
NPOエネゴマシュが開発したRD-170エンジンの模型

NPOエネゴマシュは、強力な液体燃料ロケットエンジンの開発、生産を行う事を主な事業とする企業である。源流はソビエト連邦時代に液体燃料ロケットエンジンを開発する設計局だった。モスクワに本社がありサマーラやペルミ、サンクトペテルブルクにも事業所がある。5500人を雇用する。
ヴァレンティン・グルシュコによって1920年代にロケットの開発のために設立され1946年にOKB-456になった。1954年に後にNPOエネゴマシュとして知られる独立した企業体になり、旧ソビエトにおけるロケットエンジンの開発において中心的な役割を担った。現時点で最も強力で先進的な液体燃料ロケットエンジンを開発、生産する。
NPOエネゴマシュは、スプートニク計画でR-7ロケットに使用されたRD-107エンジンや、エネルギアロケット用の史上最大級の推力のRD-170エンジンと、アトラスVに使用されているRD-170エンジンと同系列のRD-180エンジンなどを開発した。またRD-253エンジンをプロトンロケット用に開発した。NPOエネゴマシュは1991年5月15日に主任設計者の名前に由来する現在の社名になった。

## 歴史
ヴァレンティン・グルシュコは1946年7月3日に新しくできたOKB-456設計局の主任設計者に就任した。会社は1946年10月にグルシコの監督の下に強制的に連行された234人のドイツ人技術者が加えられドイツから接収したV2ロケットのコピーの生産に着手した。その年の末にOKB-456はモスクワの外のヒムキの町の近くの航空機の工場を拠点とした。そこではエンジンを組み立て試験が行われた。RD-100の性能は優れており、低圧の液体酸素/エチルアルコールを推進剤とするエンジンの開発は継続されRD-102とRD-103ができた。しかしながら高エネルギー密度の推進剤を使用する高圧エンジン技術の開発が志向されたのですぐに液体酸素/ケロシンに推進剤が切り替えられた。

## 貯蔵可能な推進剤と自己着火性推進剤
1954年、液体酸素/ケロシンを推進剤とするRD-107とRD-108エンジンの成功により会社はエンジンの開発を拡張した。RD-214エンジンは常温で貯蔵可能な硝酸とケロシンを推進剤とするエンジンで短時間で発射可能な即応性を要求される弾道ミサイルのために開発された。RD-214は間もなく自己着火性推進剤である非対称ジメチルヒドラジン(UDMH)と硝酸を推進剤とするRD-216に取って代わられた。この系列は後に大きな成功を収める四酸化二窒素/UDMHを推進剤とするRD-253系列へと繋がる。この系列は現在でも最も強力な自己着火性推進剤を使用するエンジンで現在も生産が続けられている。

## 高圧エンジン

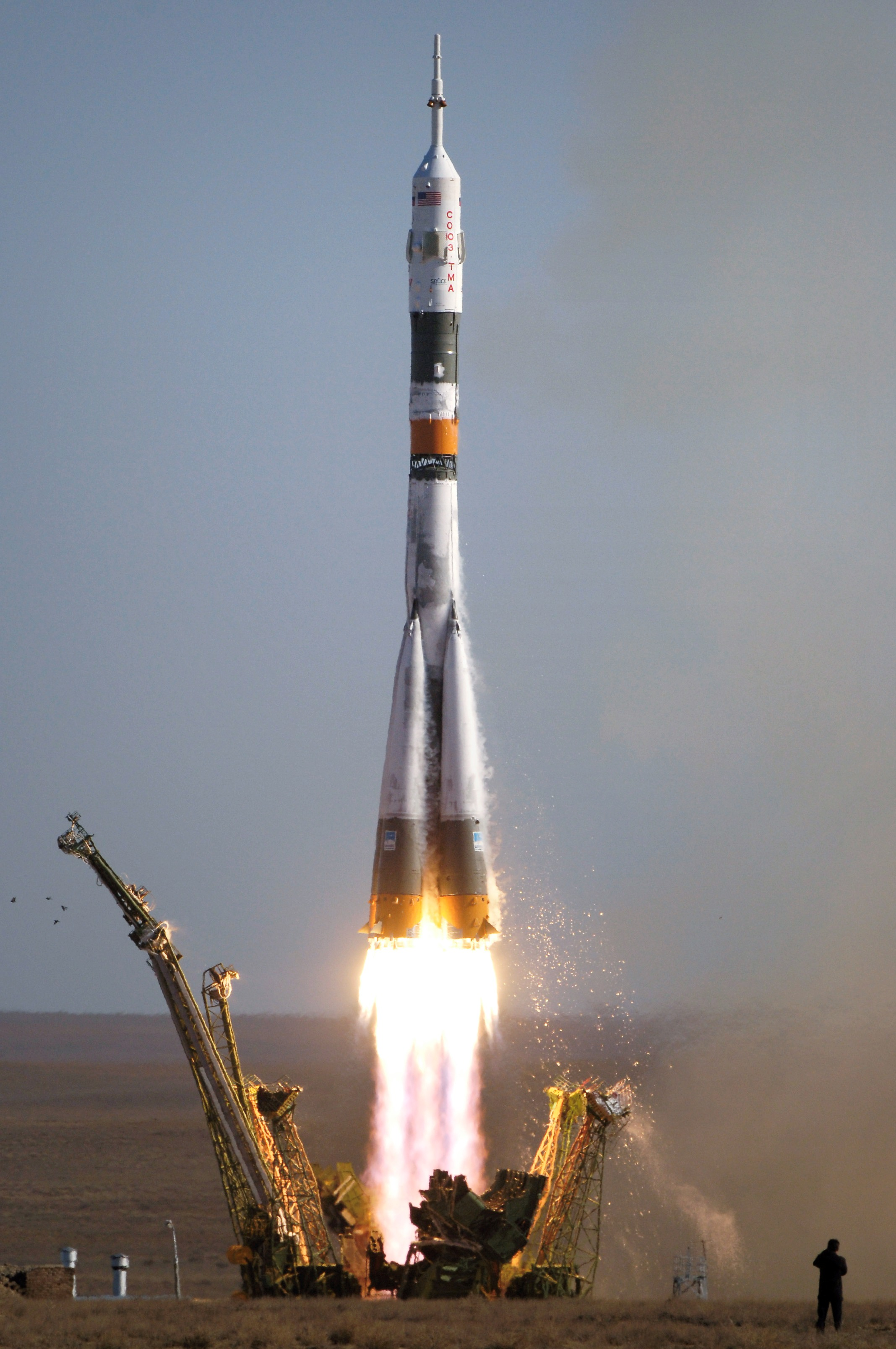
離陸するソユーズFGロケットにRD-107の改良型のRD-117が搭載されている。

RD-107とRD-108エンジンは1954年から1957年にかけて開発された。このエンジンは高い信頼性を持ち、これまで同系列のエンジンがR-7系列ロケットで使用されてきた。当時からDBエネゴマシュ(1967年に元の設計局から改名)は、燃焼室で高圧の燃焼ガスを発生させることがハイパーゴリックエンジンより容易な液体酸素/ケロシンエンジンは大きな潜在性を持つと見ていた。高圧エンジンの安定した燃焼には、エンジンに十分な推進剤を供給する高性能のターボポンプの開発することが必要不可欠な事であり、エネゴマッシュの設計者がエンジン開発のために数多くの挑戦をした。結果的に1980年代初頭に燃焼室圧力3500psiで海面高度で1.7百万ポンドフォースの推力で比推力309秒の世界で最も高効率で強力なRD-170エンジンが完成した。

## 現在の事業
近代的なソユーズロケットにはRD-107とRD-108の改良型が搭載されている。RD-170系列のRD-171は現在シーローンチ社のゼニット3SLロケットの1段目に搭載されている。またRD-120がゼニットロケットの2段目の主エンジンとして採用されている。RD-170系列のRD-180はプラット&ホイットニー社との合弁事業であるRD AMROSSを通して開発されアトラス Vの第一段に搭載されている。NPOエネゴマシュの最新のエンジンはアンガラ・ロケットに搭載される単燃焼室のRD-191である。羅老の第一段のRD-151も製造している。
2012年にロシア人の少女が無断で工場内に侵入し、内部で撮影した写真をインターネット上で公開し、騒ぎになった。

## 開発されたエンジン
| 型式   | エンジンサイクル | 推力 (kNewtons) | 比推力 (秒)    | 推進剤                   | 燃焼室 圧力 | 重量 (kg) | 寸法 (全高 x 直径) | 他の特徴    | 開発年    | 用途                                 | 状態   | 備考                                         |
| ------ | ---------------- | --------------- | -------------- | ------------------------ | ----------- | --------- | ------------------ | ----------- | --------- | ------------------------------------ | ------ | -------------------------------------------- |
| ORM-65 |                  | 1,72 (海面高度) | 215 (海面高度) | ケロシン / 硝酸          | 26,5 bars   | 14,3 kg   | 0,46 / 0,38 m.     |             | 1936      | RP-318滑空機                         |        |                                              |
| RD-100 |                  | 257 (海面高度)  | 199 (海面高度) | エタノール75% / 液体酸素 | 16,2 bars   | 1209 kg   | 3,7 / 1,65 m.      |             | 1946-1950 | R-1ミサイル                          |        | V2のエンジンの複製                           |
| RD-107 |                  | 814 (海面高度)  | 256 (海面高度) | ケロシン / 液体酸素      | 60 bars     | 1190 kg   | 2,86 / 1,85 m.     | 4基の燃焼室 | 1954-1957 | R-7ミサイルとR-7 セミュールカの1段目 | 製造中 | 派生型がソユーズで使用                       |
| RD-120 | 二段燃焼サイクル | 833 (真空中)    | 350 (真空中)   | ケロシン / 液体酸素      | 166 bars    | 1125 kg   | 3,87 / 1,95 m.     |             | 1976-1985 | ゼニットの2段目                      | 製造中 |                                              |
| RD-170 | 二段燃焼サイクル | 7257 (海面高度) | 309 (海面高度) | ケロシン / 液体酸素      | 250 bars    | 10750 kg  | 4 / 4 m.           | 4基の燃焼室 | 1976-1987 | エネルギアの1段目                    |        | この推進剤の組み合わせでは最も強力なエンジン |
| RD-180 | 二段燃焼サイクル | 3824 (海面高度) | 311 (海面高度) | ケロシン / 液体酸素      | 262 bars    | 5330 kg   | 3,58 / 3,2 m.      | 2基の燃焼室 | 1992-1998 | アトラスVとアトラスIIIの1段目        | 製造中 | 2基の燃焼室を備えたRD-170の派生型            |
| RD-191 | 二段燃焼サイクル | 1922 (海面高度) | 310 (海面高度) | ケロシン / 液体酸素      | 263 bars    | 2200 kg   | 4 / 1,45 m.        |             | 1998      | アンガラの1段目                      | 製造中 | 1基の燃焼室を備えたRD-170の派生型            |
| RD-214 |                  | 636 (海面高度)  | 230 (海面高度) | 硝酸 / UDMH              | 44,5 bars   | 645 kg    | 2,38 / 1,5 m.      | 4基の燃焼室 | 1952-1957 | R-12の1段目 コスモスの1段目          |        |                                              |
| RD-216 |                  | 1481 (海面高度) | 246 (海面高度) | 硝酸 / UDMH              | 75 bars     | 1350 kg   | 2,19 / 2,26 m.     | 4基の燃焼室 | 1958-1960 | R-14の1段目 コスモスSLVの1段目       |        |                                              |
| RD-218 |                  | 2221 (海面高度) | 246 (海面高度) | 硝酸 / UDMH              | 75 bars     | 1960 kg   | 2,2 / 2,8 m.       | 6基の燃焼室 | 1958-1961 | R-16の1段目                          |        |                                              |
| RD-251 |                  | 2363 (海面高度) | 270 (海面高度) | 四酸化二窒素 / UDMH      | 85 bars     | 1729 kg   | 1,7 / 2,52 m.      | 6基の燃焼室 | 1961-1965 | R-36大陸間弾道ミサイルの1段目        |        |                                              |
| RD-253 |                  | 1471 (海面高度) | 285 (海面高度) | 四酸化二窒素 / UDMH      | 150 bars    | 1080 kg   | 3 / 1,5 m.         |             | 1961-1965 | プロトンの1段目                      | 製造中 |                                              |